# 伊莫金·格兰特
伊莫金·格兰特，MBE（英語：Imogen Grant，1996年2月26日—），英国女子赛艇运动员。她曾代表英国参加世界赛艇锦标赛，获得一枚金牌和二枚铜牌。她也曾参加2020年夏季奥林匹克运动会。